# Moulin de la Fontaine
Le moulin de la Fontaine sont deux moulins à eau situés sur le Loir à Thoré-la-Rochette en Loir-et-Cher. Le premier moulin date du XVIIe siècle et l’autre du XIXe siècle, avec sa roue en exploitation jusque dans les années 1970.

## Localisation
Les deux moulins sont situés près d'une ferme d'une ferme à Thoré-la-Rochette .

## Historique
Le site fait partie des 18 sites emblématiques du Loto du patrimoine 2019. Les propriétaires ont obtenu 245 000 € pour les travaux de sauvegarde.